# Valerie Dore
Monica Stucchi, conocida por su seudónimo artístico Valerie Dore (n. Milán, 28 de mayo de 1963) es una cantante italiana.
Alcanzó la fama a mediados de los 80, con temas como The Night o Get Closer, ambos del estilo Italo disco. Con posterioridad se ha transformado en influencia de otros cantantes de música disco, como Sally Shapiro, quien afirmó que su álbum Disco Romance (2007) tuvo como principal influencia a Valerie Dore.
Stucchi era una vocalista de bluegrass cuando, a los 22 años, fue descubierta por Roberto Gasparini. Su primer sencillo, The Night era parte del género "Romantic Dance", que había sido introducido por músicos como Gazebo y Savage. El tema se convirtió en un éxito inesperado que alcanzó los primeros puestos en las listas de varios países europeos como Alemania, Suiza, Italia, Francia y Austria vendiendo cerca de 1.500.000 copias.
En 1984 ganó el premio "Tutto musica e spettacolo" a la mejor artista revelación del año, y al año siguiente obtuvo el premio "Azzurro". Su segundo tema, "Get Closer", tenía varios acordes en común con "The Night" y también fue exitoso en las listas de varios países europeos. "It's So Easy" fue su tercer sencillo, que alcanzó el Top 10 en las listas de Italia y Suiza, así como el puesto #51 en Alemania.
In 1986 The Legend, fue su álbum debut, a mediados de la década. El primer sencillo, "Lancelot", alcanzó el noveno puesto en las listas de Italia, el 10.° en las suizas y el 36.° en las alemanas. Su siguiente sencillo, King Arthur, no fue tan exitoso como el anterior, alcanzando el 26.°. puesto en Italia y el 24.°. en Suiza. Los sencillos que le siguieron fueron "Magic Rain" y "Bow and Arrow". En 1987 se separó de sus colaboradores por conflictos internos, 1988 Wrong Direction. Mix and 45, producer from her in Londres.
En 1991, Dore viajó a Madagascar, donde trabajó con una banda folclórica local. En 1992, la discográfica ZYX relanzó el álbum The Legend bajo el nombre de The Best of Valerie Dore, con bonus tracks y versiones extendidas de "The Night", "Get Closer" y "It's So Easy". El disco contenía además un remix de "The Night" hecho por el DJ Oliver Momm. 
Al año siguiente, Dore se unió al grupo de euro disco francés Excess que grabó nuevas versiones de sus temas, sin demasiado éxito.[cita requerida] En 2001 su álbum The Legend fue nuevamente relanzado.
2006 How Do I Get To Mars?
Varias compilaciones discográficas han tomado temas suyos, como Gold Collection, del sello discográfico Island.
Samples extraídos de "Get Closer" fueron usados para la creación de "Spaced Out" del disc-jockey Play Paul

## Discografía

### Sencillos
- 1984 - The Night (Alcanzó el puesto #14 en Italia, #8 en Suiza, #5 en Alemania, #23 en Francia, #29 en Austria)
- 1984 - The Night
- 1984 - The Night - Remix
- 1985 - Get Closer (#12 en Alemania, #12 en Italia, #11 en Suiza, #33 en Francia)
- 1985 - It's So Easy (#13 en Italia, #10 en Suiza, #51 en Alemania)
- 1985 - It's So Easy To Get Closer In The Night Megamix
- 1985 - Bow & Arrow
- 1985 - The Wizard
- 1985 - The Magic Rain
- 1985 - Guinnevere
- 1986 - King Arthur (#26 en Italia, #24 en Suiza)
- 1986 - Lancelot (#9 en Italia, #36 en Alemania, #10 en Suiza)
- 1986 - King Arthur / The Battle
- 1986 - The Sword Inside The Heart
- 1986 - The End Of The Story
- 1986 - On The Run
- 1988 - Wrong Direction (#23 en Italia)
- 2006 - How do I get to Mars?

### Álbumes
- 1986 - The Legend
- 1992 - The Best Of